# 石柳邓

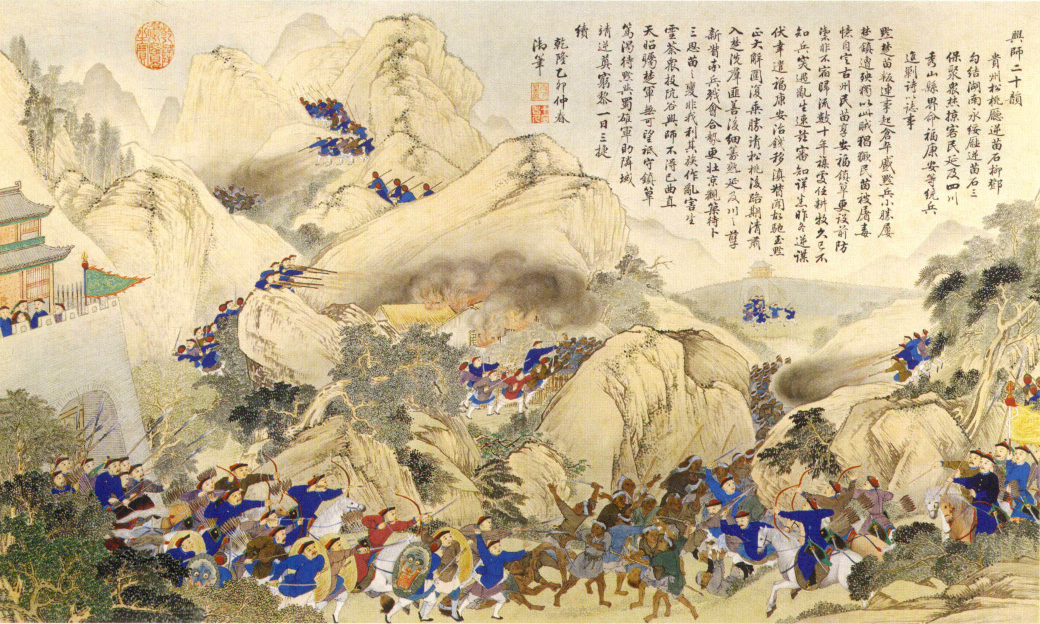
清军剿灭石柳邓、石三保

石柳邓（18世纪？—1797年1月14日），贵州省松桃人，清朝乾隆嘉庆时的苗民起事领袖。
乾隆六十年（1795年），他和石三保、吳八月领导黔东北和湘西苗民反清起事。福康安、和琳都在征讨石柳邓的时候，在军中病逝。嘉庆元年十二月十七（1797年1月14日），石柳邓在平陇后山贵鱼坡战斗时被明亮军杀害，其妻儿被捕获。

## 文献
- 《清史稿》